# Jean-Jacques Barthélemy
Pour les articles homonymes, voir Barthélemy.
L’abbé Jean-Jacques Barthélemy, né le 20 janvier 1716 à Cassis et mort à Paris le 30 avril 1795, est un ecclésiastique, archéologue, numismate et homme de lettres français.
On lui doit le déchiffrement de l’alphabet palmyrénien, en 1754, et de l’alphabet phénicien, en 1758.

## Biographie
L’abbé Barthélemy est le fils de Joseph Barthélemy et Magdeleine Rastit. Il est également l'oncle de François de Barthélemy, de l'abbé André Barthélemy de Courcay et de Joseph Anicet Barthélemy.
Après des études classiques au collège de l’Oratoire à Marseille, il suit des cours de philosophie et théologie au collège jésuite, puis entre au séminaire des Lazaristes. Tout en se préparant à la prêtrise, il tourne son attention vers les langues orientales et il est introduit par un ami marseillais à l’étude des antiquités classiques, et plus particulièrement de la numismatique.
Il déchiffre notamment l'alphabet palmyrénien, servant à écrire la langue de Palmyre qui était un dialecte de l'araméen.
Venu à Paris en 1744 avec une lettre d'introduction pour Claude Gros de Boze, secrétaire perpétuel de l'Académie royale des inscriptions et belles-lettres et garde du Cabinet des médailles au sein de la Bibliothèque du roi, il devient son assistant et entre à l'Académie en 1747. En 1753, il prend la succession de Gros de Boze et conserve ce poste jusqu’à la Révolution.
Le 20 novembre 1751, il prend possession de la prévôté de Courçay, bénéfice dépendant du chapitre de la collégiale Saint-Martin de Tours, après avoir présenté un indult du président de Cotte, « président de la seconde chambre des requêtes du Palais » à Paris. Le 16 mars 1765, recommandé par le duc de Choiseul, proposé par le secrétaire d'Etat à la Maison du Roi, il est nommé à la seconde dignité de cette collégiale, l'une des plus riches du royaume et devient Trésorier. Il prend possession de ce bénéfice par procuration le 18 avril suivant et devient de fait « baron de Châteauneuf ». Il ne viendra jamais à Tours mais perçoit tous les revenus, y compris ceux attachés à la présence aux assemblées capitulaires. Pourtant, il n'est pas chanoine prébendé mais chanoine « ad effectum ». Sa prévôté de Courçay passe à son neveu André, qui l'assiste au Cabinet des médailles. L'ensemble des revenus qu’il tire de ce bénéfice avoisine les 20 000 livres par an. Il entreprend de vendre une partie du temporel immobilier comme l'hôtel du Château-Vieux (12 000 livres), la maison appelée « hôtel du Petit-Saint-Martin » (12 800 livres) et des droits d'indemnité pour 2 400 livres. La somme récupérée est placée « à titre de constitution de rentes à 4% sur le clergé de France » et lui rapporte 1 088 livres annuellement.
Au cours de son mandat, il double pratiquement la collection. Pendant trois ans, il parcourt l’Italie et visite les ruines de Pompéi, de Paestum et de Herculanum en compagnie du futur duc de Choiseul, alors ambassadeur de France. À cette époque, il correspond également avec le comte de Caylus, son collaborateur au cabinet des médailles. 
Lors de son retour en France, Barthélemy devient un familier de la maison de Choiseul, particulièrement du duc de Choiseul, qui, avec son entourage, le tient en grande estime. Il fait de fréquents séjours chez le duc et la duchesse de Choiseul, au château de Chanteloup, en Touraine.

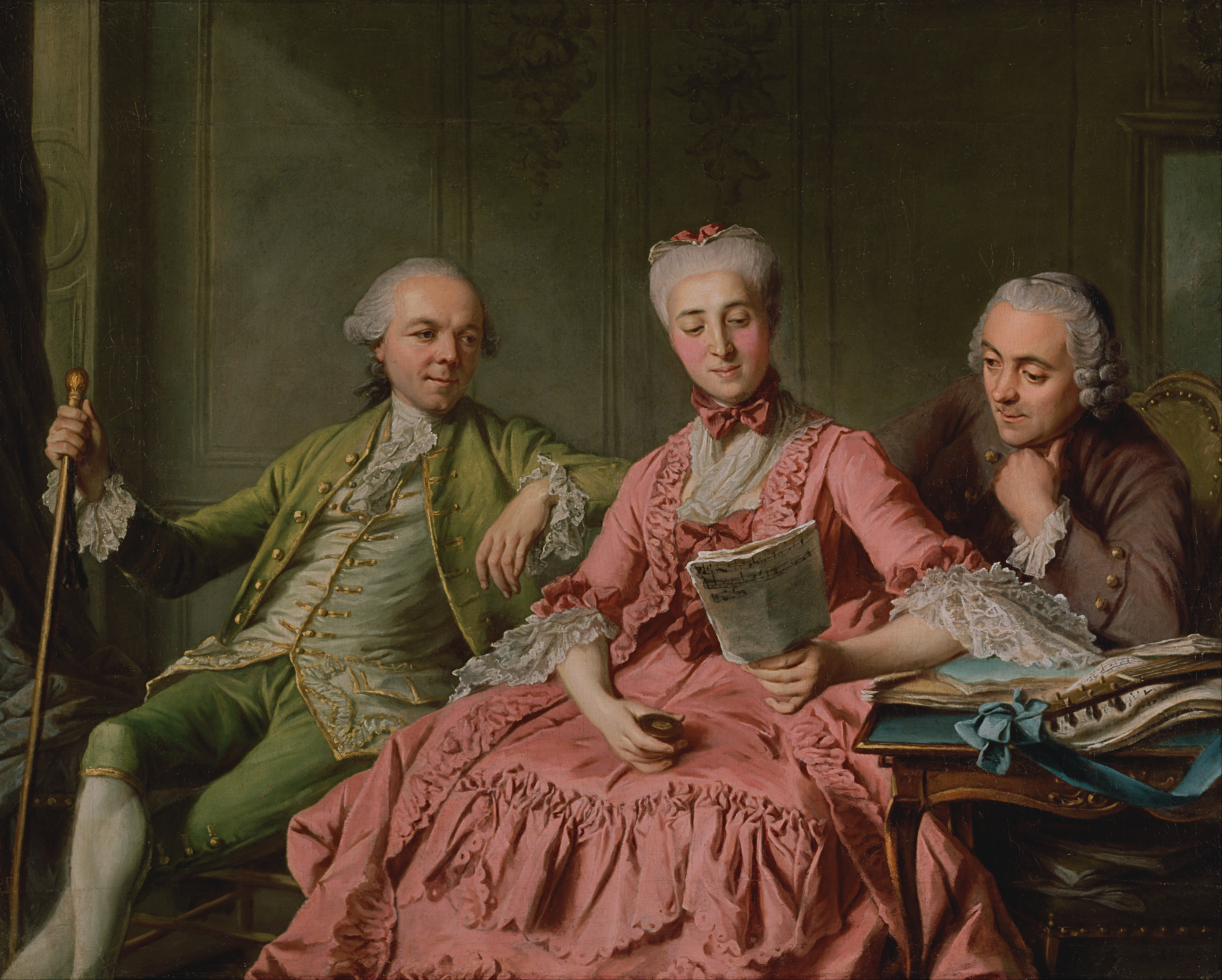
Le duc de Choiseul, en compagnie de Mme de Brionne et de l’abbé Barthélemy.

Au mois de juillet 1758, il est choisi par Malesherbes, directeur de la Librairie, comme deuxième censeur de l'ouvrage De l'esprit du philosophe Claude-Adrien Helvétius. 
En 1788, il publie son Voyage du jeune Anacharsis en Grèce, ouvrage illustré des cartes du géographe Jean-Denis Barbié du Bocage, qui lui vaut d'être élu l'année suivante à l’Académie française.
Pendant la Révolution, en septembre 1793, Barthélemy est arrêté en tant qu’aristocrate et conduit, le 2 septembre 1793, à la prison des Madelonnettes. Aussitôt informée, la duchesse de Choiseul, bien qu’elle eût tout intérêt à se faire oublier, n’hésita pas. Elle courut au Comité de sûreté générale réclamer l’abbé. C’était jouer sa tête ; mais que lui importait. Son courage fut récompensé : elle plaida si bien la cause de son vieil ami, elle défendit avec tant de chaleur ce vieillard inoffensif, accablé d’infirmités et âgé de près de quatre-vingts ans, qu’elle finit par arracher aux juges un ordre d’élargissement. La même année, il est nommé conservateur de la Bibliothèque nationale, poste qu'il refuse pour reprendre son ancienne fonction de garde du département des médailles et antiques. Il enrichit encore la collection nationale avec plusieurs acquisitions de valeur. Ses biens ayant été en partie confisqués dans le cadre de la loi sur les biens du clergé, il meurt dans une relative indigence, ayant tout de même fait nommer son propre neveu, André Barthélemy de Courcay, au poste de président du Conservatoire.
Le philologue et orientaliste Wilhelm Gesenius a cependant beaucoup contribué à sa gloire à titre posthume en lui donnant raison au sujet de certaines de ses interprétations épigraphiques.

## Iconographie

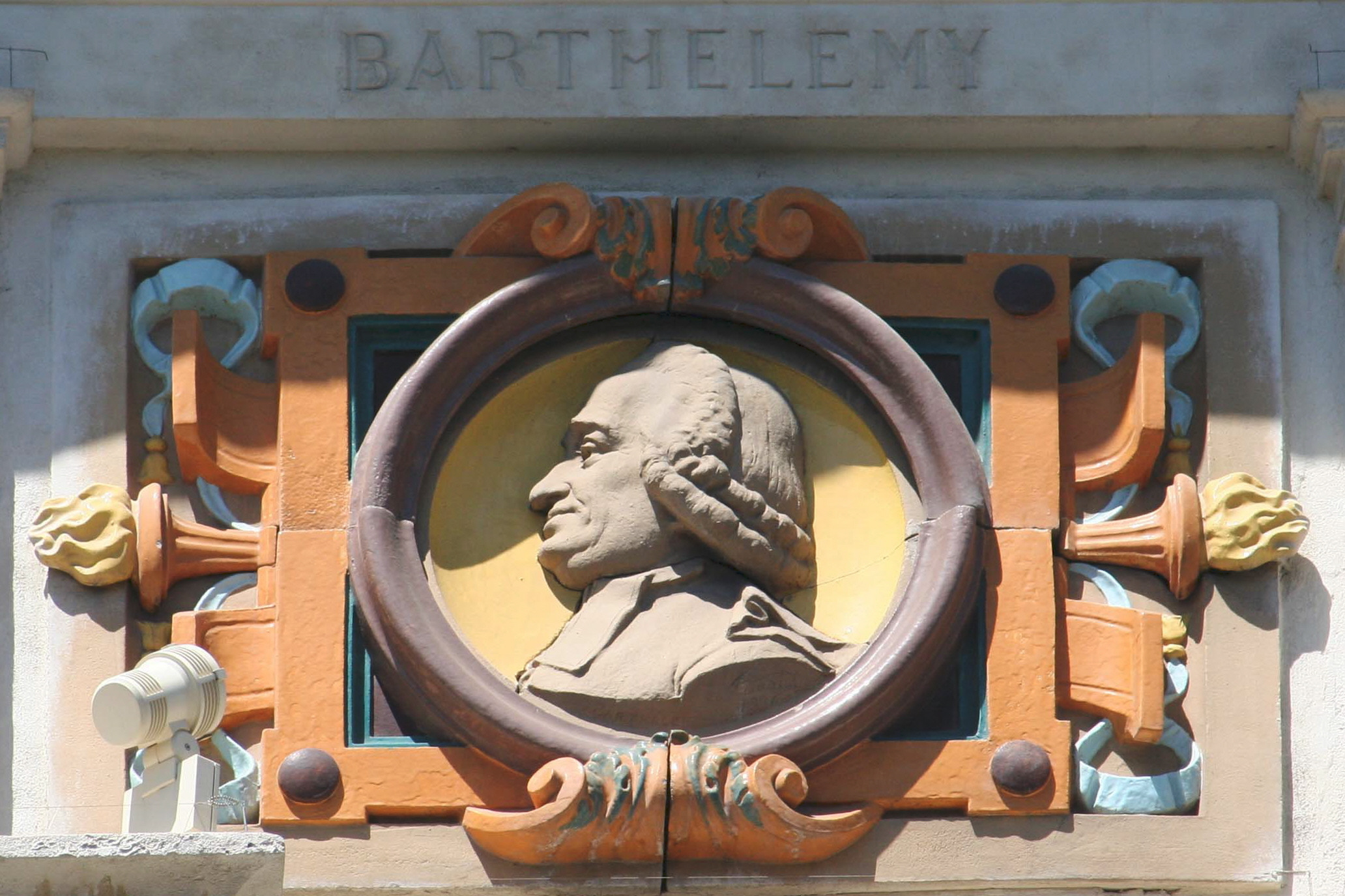
Médaillon de l'abbé Barthélemy sculpté par Victorien Bastet situé sur la façade de l'aile « bibliothèque » du musée d'art de Toulon.

Un buste de Jean-Jacques Barthélemy par Jean-Antoine Houdon est conservé à la Bibliothèque nationale de France - site Richelieu (exposé dans la salle de Luynes du nouveau musée de la BnF lors de la réouverture du site le 17 septembre 2022, il a été retiré le 21 novembre 2022, actuellement non exposé) et trois autres sont au Château Barthélemy dans les Yvelines chez les descendants de la famille Barthélemy.
Une médaille posthume à son effigie fut présentée par Pierre-Simon-Benjamin Duvivier au Salon de 1798.

## Principales publications
- Les Amours de Carite et Polydore, roman traduit du grec, 1760.
- Voyage du jeune Anacharsis en Grèce, dans le milieu du quatrième siècle avant l'ère vulgaire, 1788. très nombreuses rééditions, 4 vol. (lire en ligne).
- Voyage du jeune Anacharsis en Grèce, nouvelle édition, 7 vol. 1822, à Paris chez Étienne Ledoux, libraire, 9 rue Guénégaud.
- Abrégé de l'histoire grecque depuis les temps les plus anciens jusqu'à la prise d'Athènes, en 404 avant Jésus-Christ, 1790.
- Voyage en Italie, imprimé sur ses lettres originales écrites au comte de Caylus, 1801.
- La Guerre des puces, ou la Chanteloupée : poème en trois chants, Paris, 1829 (lire en ligne sur Gallica).

Dissertations et mémoires
- Explication de la mosaïque de Palestrine, 1760.
- Entretiens sur l'état de la musique grecque vers le milieu du IVe siècle avant l'ère vulgaire, 1777 (lire en ligne sur Gallica).
- Dissertation sur une ancienne inscription grecque relative aux finances des Athéniens, 1792.
- Mémoires sur la vie et quelques-uns des ouvrages de Jean-Jacques Barthélemy, écrits par lui-même en 1792 et 1793, 1798.

Œuvres réunies
- Œuvres diverses, publiées en 4 vol. par Guillaume de Sainte-Croix, Paris : H.-J. Jansen, 1798.
- Œuvres complètes, publiées en 5 vol. par Mathieu-Guillaume-Thérèse Villenave, Paris, A. Belin, 1821-1822 .1 sur Gallica, 2 sur Gallica, 3 sur Gallica, 4 sur Gallica.

## Pour approfondir